# Jolanta Kolczyńska
Jolanta Mirosława Kolczyńska z domu Zawadzka, ps. Klara (ur. 16 listopada 1928 w Warszawie, zm. 29 maja 2022) – żołnierz AK, łączniczka zgrupowania „Chrobry II”.

## Życiorys
Urodziła się 16 listopada 1928 r. w rodzinie Stanisława (profesora ekonomii) oraz Gabrieli (malarki i pedagoga). Przed wojną podjęła naukę w Szkole Powszechnej Wandy z Posseltów Szachtmajerowej. 
Jej ojciec został aresztowany przez Niemców w 1940 roku. Działalność konspiracyjną rozpoczęła w 1942 roku transportując broń do oddziałów partyzantki. 1 sierpnia 1944 roku zgłosiła się do zgrupowania „Chrobry II”. Została zaprzysiężona i rozpoczęła służbę jako łączniczka pod dowództwem ppor. Leonarda Kancelarczyka, ps. Jeremi. Przez cały okres powstania przenosiła meldunki, m.in. do gen. Bora-Komorowskiego. Podczas jednej z akcji została lekko ranna w nogę pociskiem rozpryskowym. 
Po kapitulacji powstania, zgodnie z rozkazem dowództwa, opuściła Warszawę z ludnością cywilną, ponieważ nie miała jeszcze ukończonych 16 lat. Trafiła do obozu przejściowego w Ursusie. Następnie przedostała się do Komorowa. Tam kontynuowała naukę w Gimnazjum i Liceum Żeńskim im. Wandy z Posseltów Szachtmajerowej, gdzie w 1947 r. uzyskała świadectwo dojrzałości. W tym samym roku powróciła z rodziną do Warszawy. 
Była członkiem prezydium Związku Powstańców Warszawskich oraz przewodniczącą Fundacji Gimnazjum Żeńskiego im. Wandy z Posseltów Szachtmajerowej.
Zmarła 29 maja 2022. Pochowana na Cmentarzu Północnym w Warszawie.

## Odznaczenia
- 1948 – Medal Wojska
- 1959 – Croix Commemorative ZUPRO (Francja)
- 1975 – Srebrny Krzyż Zasługi
- 1976 – Medal Zwycięstwa i Wolności 1945
- 1979 – Medal Wdzięczności Francuskiej
- 1982 – Warszawski Krzyż Powstańczy
- 1982 – Krzyż Kawalerski Orderu Odrodzenia Polski
- 1983 – Krzyż Partyzancki
- 1984 – Krzyż Armii Krajowej
- 1985 – Medal za Warszawę 1939–1945
- 1999 – Krzyż Oficerski Orderu Odrodzenia Polski
- 2004 – Krzyż Komandorski Orderu Odrodzenia Polski